# 아프리카노랑박쥐
아프리카노랑박쥐(Scotophilus dinganii)는 애기박쥐과에 속하는 박쥐의 일종이다. 노랑배집박쥐(yellow-bellied house bat) 또는 딩언박쥐(Dingan's Bat)라는 이름으로도 알려져 있다. 노랑박쥐속(아프리카노랑박쥐속, Scotophilus)에 속하는 15종 중의 하나이다.
아프리카 토착종으로 베넹과 보츠와나, 부르키나 파소, 부룬디, 카메룬, 중앙아프리카공화국, 콩고공화국, 콩고민주공화국, 코트디부아르, 지부티, 에리트레아, 감비아, 가나, 기니, 기니비사우, 케냐, 레소토, 라이베리아, 말라위, 모잠비크, 나미비아, 나이지리아, 르완다, 세네갈, 시에라리온, 소말리아, 남아프리카공화국, 수단, 에스와티니, 탄자니아, 토고, 우간다, 잠비아, 그리고 짐바브웨에서 발견된다.
사바나 지역에서 서식하며, 주택 등 사람 주거지 근처에서 생활한다. 한 마리 또는 작은 무리를 지어 둥지에서 매달려 생활한다.